# Henri Cabannes
Henri Cabannes   (Montpeller, 21 de gener de 1923 - Sant Ceri de Mar, 30 de maig de 2016) va ser un matemàtic francès.

## Vida i obra
Fill del físic especialista en óptica Jean Cabannes, va començar la seva escolarització a Montpeller fins al 1937 quan la família es va traslladar a París quan el seu pare va ser nomenat professor de la universitat. A París va continuar els seus estudis al Lycée Saint-Louis fins al 1941 quan va obtenir l'ingrés a l'École polytechnique al qual va renunciar per ingressar l'any següent a l'École Normale Supérieure. Però el 1943 va deixar els estudis temporalment per allistar-se a les Forces Franceses Lliures. Com va declarar posteriorment: "Jo tenia vint anys, estaven passant moltes coses importants i jo hi volia participar". El 4 d'octubre de 1943 va sortir de París cap al sud de França i, després de travessar el Pirineus caminant més de cent quilòmetres entre Posac (Banhèras de Bigòrra) i Plan (província d'Osca), ell i els seus companys van ser detinguts per la Guardia Civil que els va empresonar successivament a Barbastro, a Torrero (Saragossa) i al camp de concentració de Miranda de Ebro. No en van sortir fins al Nadal de 1943, després de quasi tres mesos d¡haver sortit de París. El consolat francès els va ajudar a passar a Algèria on es va incorporar a l'exèrcit de l'aire francés som sotstinent i sent destinat primer a Marroc i després a Escòcia.
Acabada la guerra va reprendre els estudis a l'ENS, graduant-se el 1946. A continuació va ser agregat de recerca al CNRS mentre preparava la tesi doctoral que va obtenir el 1950 a la universitat de París. Des de 1950 fins a 1960 va ser professor a la universitat de Marsella i a partir de 1960 fins que es va retirar el 1990 ho va ser a la universitat de París. A més, a partir de 1950, va ser col·laborador extern de l'ONERA, el departament de recerca aeroespacial francès.
La seva experiència militar a l'exèrcit de l'aire, el va fer inclinar per l'estudi de l'aerodinàmica; però també va fer aportacions importants en magnetohidrodinàmica, teoria cinètica dels gasos, cordes vibratòries i en models discrets de l'equació de Boltzmann. Va publicar dos llibres de text importants de mecànica, a més d'altres monografies i una cinquantena d'articles científics.